# Замок Шашов
Замок Шашов, або Шашовський град (словац. Šášovský hrad) — руїни замку, розташованого на стрімкій скелі над лівим берегом річки Грон, на висоті 340 м н.р.м., безпосередньо над селом Подграддє Шашовське (сьогодні район міста Ж'яр-над-Гроном).

## Історія
Замок був побудований на північному краї Штявницьких гір, на високій скелі над річкою Грон. Він був споруджений на перехресті важливих торговельних шляхів, один з яких вів із Кошіців до Тур'єца, інший ішов долиною річки Грон з Дунаю до Зволена.
Перша офіційна згадка датується 1253 роком. В той час він належав родині Ванча, представник якої Стефан був архієпископом Естерґомським. Шашовський град складався з внутрішнього замку, побудованого в формі сильно витягнутого овалу в плані, та розташованого нижче містечка. Для охорони входу були споруджені дві круглі башти.
З початку 14 ст. і до другої половини 17 ст. Шашов часто змінював власників. Разом з сусіднім замком Ревіште, розташованим далі на південь, на іншому боці річки Грон, захищав доступ в копальні Банська Штявниця. З цієї причини, вже у 1320 р. град перебував у власності графів, що керували Штявницькими шахтами. У 1424 р. король Сигізмунд Люксембурзький віддав його королеві Барбарі. У 1447 році замок перейшов у власність Яна Іскри. У 1490 р. королева Беатріс, дружина короля Матвія Корвіна, подарувала його роду Дочі, що володіли ним до вимирання сім'ї у 1647 р. Через три роки феодальне панство, центром якого був Шашов, придбав Каспер Ліппай.
У 1677 р. замок Шашов розорено куруцами Імре Текелі. Залишки замку були розкрадені протягом вісімнадцятого століття.
Зараз від Шашовського граду лишилися руїни, які, завдяки розташуванню замку на скелі, добре видно з європейського автошляху E58.